# Psorospermum membranifolium
Psorospermum membranifolium är en johannesörtsväxtart som beskrevs av John Gilbert Baker. Psorospermum membranifolium ingår i släktet Psorospermum och familjen johannesörtsväxter. Inga underarter finns listade i Catalogue of Life.